# Uromyces sparsus
Uromyces sparsus är en svampart som först beskrevs av Kunze & J.C. Schmidt, och fick sitt nu gällande namn av Joseph-Henri Léveillé 1865. Uromyces sparsus ingår i släktet Uromyces och familjen Pucciniaceae.   Inga underarter finns listade i Catalogue of Life.